# Why R U
"Why R U" är en låt framförd av den amerikanska sångerskan Amerie, med text och musik av henne själv och The Buchanans till Ameries fjärde studioalbum In Love & War.
"Why R U" är upptempolåt som samplar Ultramagnetic MCs' "Ego Trippin". Amerie beskrev den som "nostalgisk 70-tals funk soul". Låttexten handlar om framföraren som förtvivlat undrar varför hon inte kan släppa taget om en älskare trots att denne person inte är bra för henne. I refrängen sjunger hon; "Why are you the only thing I think about/Why are you the only thing I care about/Why are you the only one/Baby you're no good for me". Låten gavs ut som huvudsingeln från Ameries album den 15 juni 2009. Singeln blev sångerskans första utgivning sedan "That's What U R" år 2007. Låten märkte också sångerskans debut under det nya skivbolaget Def Jam. Låtens officiella remixversion hade premiär på den amerikanska radiokanalen Hot 97 den 21 juli 2009. Versionen innehåller gästartisterna  Nas, Jadakiss, Rick Ross och Kain. "Why R U" blev aldrig någon stor framgång utan klättrade som högst till en 55:e plats på USA:s R&B-lista Hot R&B/Hip-Hop Songs. I Tyskland hade singeln större framgång och nådde en 13:e plats på R&B-listan Deutche Black Charts.
Videon för "Why R U" filmades under andra veckan i maj i Los Angeles och regisserades av Ray Kay. Amerie förklarade idén bakom videon: "Jag ville göra något riktigt abstrakt men inte för avancerat, något som skulle se grafiskt ut." Videon hade premiär vid 106 & Park på BET den 8 juni. Den rankades på plats 90 på BET:s årliga topplista Notarized: Top 100 Videos of 2009.

## Format och innehållsförteckningar
| - Amerikansk CD-singel 1. "Why R U" (Main) - 3:18 2. "Why R U" (Instrumental) - 3:18 3. "Why R U" (Main) - 3:18 4. "Why R U" (Instrumental) - 3:18 - Marknadsföringssingel 1. "Why R U" (Main) - 3:18 | - Amerikansk 12"-vinylsingel 1. "Why R U" (Main) - 3:18 2. "Why R U" (Instrumental) - 3:18 3. "Why R U" (Main) - 3:18 4. "Why R U" (Instrumental) - 3:18 |

## Topplistor
| Lista (2009)                          | Topplacering |
| ------------------------------------- | ------------ |
| Tyskland (Deutche Black Chart)        | 13           |
| USA (Billboard Hot R&B/Hip-Hop Songs) | 55           |